# Албанија на Летњим олимпијским играма 2024.
Албанија је учествовала на Летњим олимпијским играма 2024. у Паризу од 26. јула до 11. августа 2024. коју представља Албански национални олимпијски комитет (КОКСХ). То ће значити десети наступ нације на летњим олимпијским играма, од званичног дебија 1972. године, осим 1976., 1980. због бојкота предвођених САД, 1984. због бојкота предвођеног СССР-ом, 1988., повратка нације на Олимпијске игре 1999. године .

## Учесници по спортовима
| Спорт    | Mушкарци | Жене | Укупно |
| -------- | -------- | ---- | ------ |
| Атлетика | 1        | 1    | 2      |
| Пуцање   | 0        | 1    | 1      |
| Пливање  | 1        | 1    | 2      |
| Рвање    | 3        | 0    | 3      |
| Укупно   | 5        | 3    | 8      |

## Атлетика
Албански атлетичари постигли су стандарде за улазак у Париз 2024, било пролазећи директну квалификациону оцену (или време за трке у атлетици и друмским тркама) или светским пласманом, у следећим дисциплинама (максимално 3 спортиста):   
| Атлетичарка  | Дисциплина                         | Квалификације | Квалификације | Финале   | Финале  |
| Атлетичарка  | Дисциплина                         | Резултат      | Пласман       | Резултат | Пласман |
| ------------ | ---------------------------------- | ------------- | ------------- | -------- | ------- |
| Франко Бурај | Трка на 100 метара                 |               |               |          |         |
| Љуиза Гега   | Трка на 3.000 метара са препрекама |               |               |          |         |

## Стрељаштво
Албански стрелци остварили су једно квотно место за Париз 2024 на основу расподеле универзалних места. 
| Стрелац       | Дисциплина           | Квалификације | Квалификације     | Финале            | Финале  |
| Стрелац       | Дисциплина           | Резултат      | Пласман           | Резултат          | Пласман |
| ------------- | -------------------- | ------------- | ----------------- | ----------------- | ------- |
| Мањола Конини | ваздушни пиштољ 10 м |               | Није се пласирала | Није се пласирала |         |
| Мањола Конини | ваздушни пиштољ 25 м |               |                   |                   |         |

## Пливање
Албанија је послала два пливача да се такмиче на Олимпијским играма у Паризу 2024.
| Пливач(ица)  | Дисциплина     | Група   | Група   | Полуфинале | Полуфинале        | Финале            | Финале  |
| Пливач(ица)  | Дисциплина     | Време   | Пласман | Време      | Пласман           | Време             | Пласман |
| ------------ | -------------- | ------- | ------- | ---------- | ----------------- | ----------------- | ------- |
| Гриси Коџаку | 100 м слободно | 52:32   | 62      |            | Није се пласирало | Није се пласирало |         |
| Калтра Меца  | 200 м слободно | 2:12.21 | 27      |            | Није се пласирала | Није се пласирала |         |

## Рвање
Први пут од 2008. године, Албанија је квалификовала три рвача за следеће класе у олимпијско такмичење. Зелимкан Абакаров се квалификовао за игре на основу пет најбољих резултата на Светском првенству 2023. у Београду, Србија; у међувремену, Ислам Дудаев и Чермен Валијев су се квалификовали за игре кроз Светски квалификациони турнир 2024. у Истанбулу, Турска.  
| Рвач              | Категорија | Осмина финала      | Четвртфинале       | Полуфинале         | Репесаж 1          | Репесаж 2          | Финале / БМ        | Финале / БМ        |
| Рвач              | Категорија | Противник Резултат | Противник Резултат | Противник Резултат | Противник Резултат | Противник Резултат | Противник Резултат | Противник Резултат |
| ----------------- | ---------- | ------------------ | ------------------ | ------------------ | ------------------ | ------------------ | ------------------ | ------------------ |
| Зелимкан Абакаров | до 57 кг   | Харутјуњан         |                    |                    |                    |                    |                    |                    |
| Ислам Дудаев      | до 64 кг   |                    | Алијев             |                    |                    |                    |                    |                    |
| Чермен Валијев    | до 74 кг   |                    |                    |                    |                    |                    |                    |                    |